# Thérèse Peltier

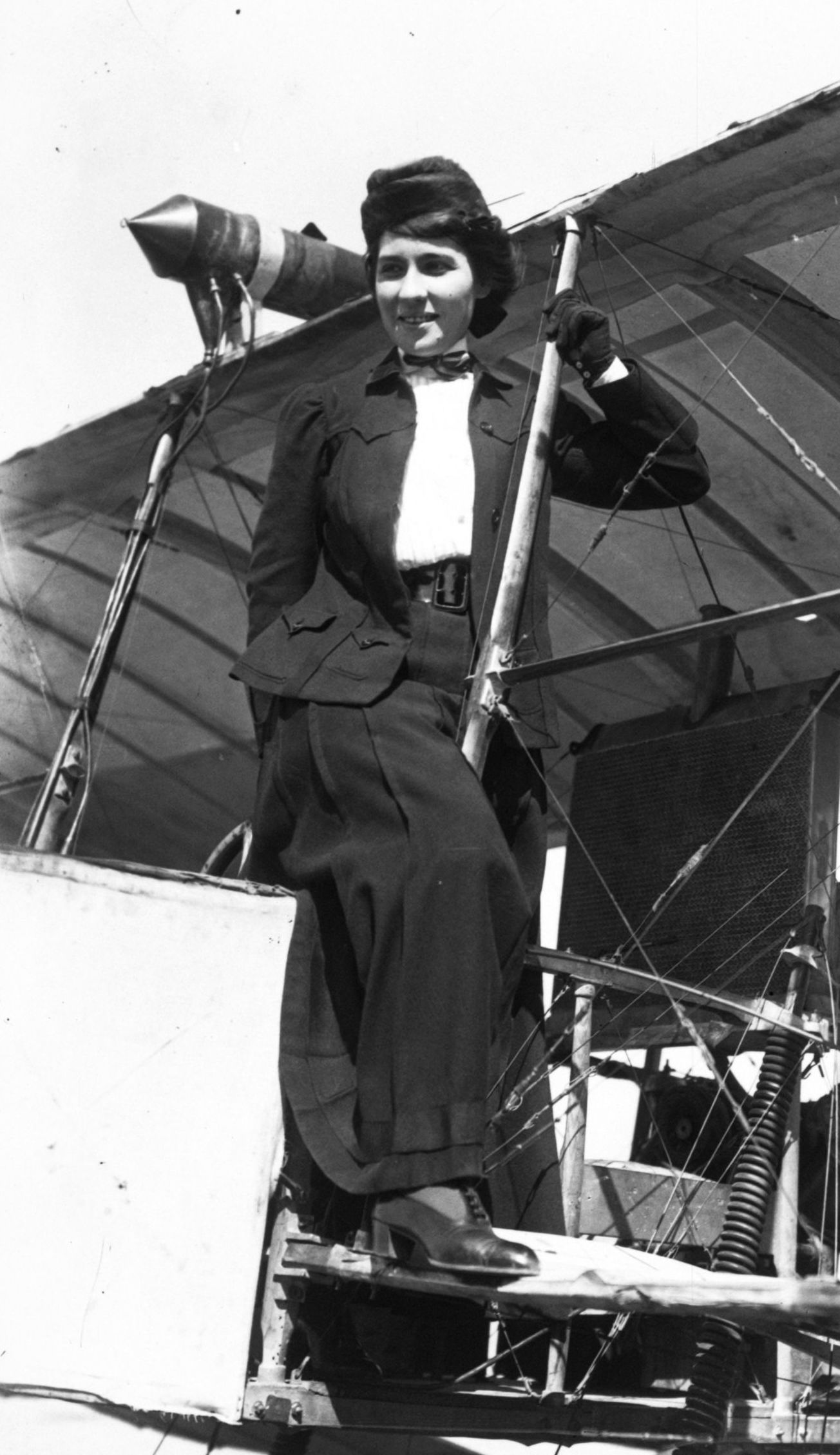
Peltier in einem Delagrange-Flugzeug am 17. September 1908 auf dem Flugplatz Issy-les-Moulineaux

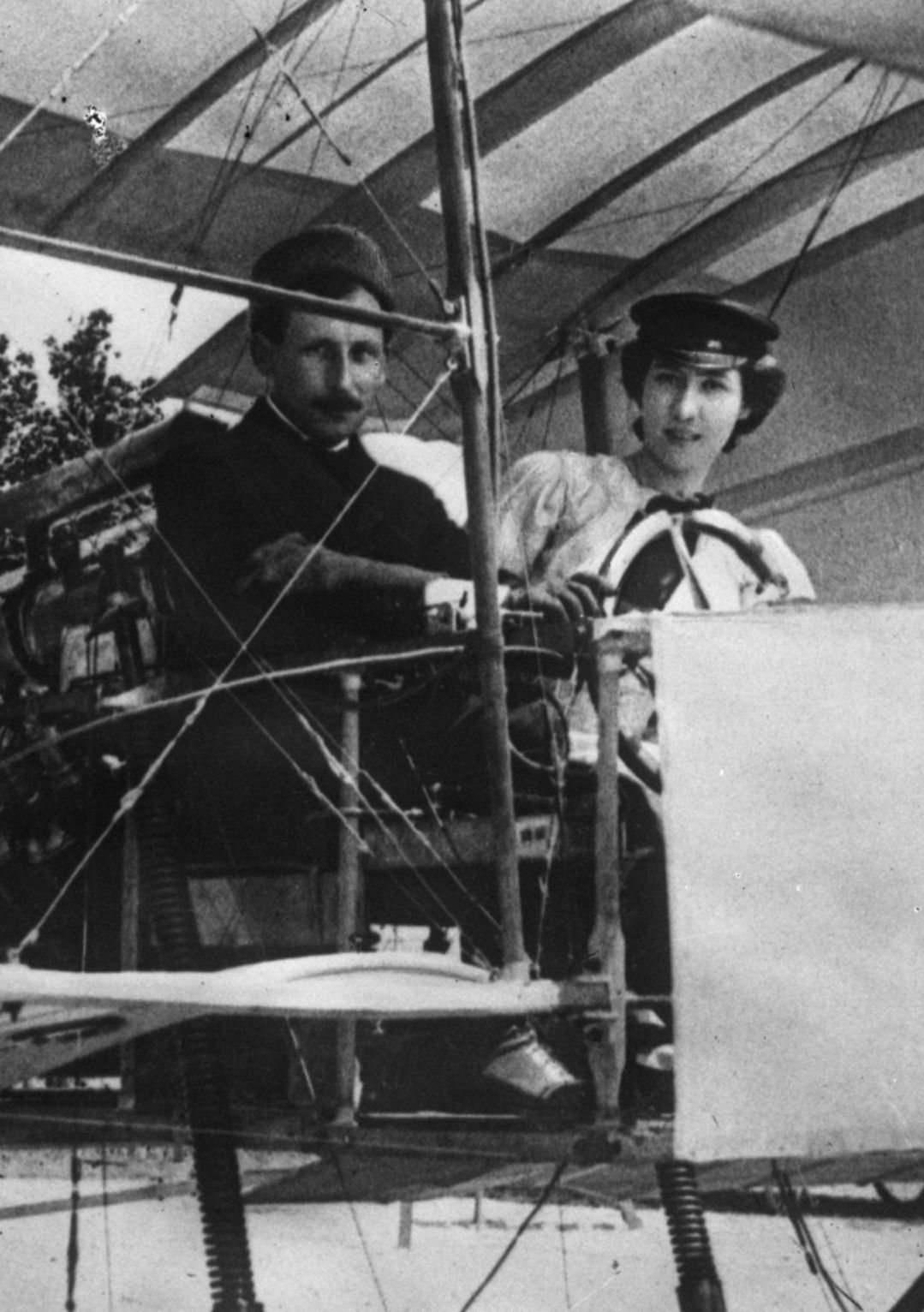
Peltier mit Léon Delagrange am 8. Juli 1908 in Turin

Thérèse Peltier (* 26. September 1873 in Orléans, Frankreich; † 18. Februar 1926 in Paris, Frankreich) war eine französische Bildhauerin. Bekannt wurde sie jedoch vor allem als erste Frau, die in einem Flugzeug mitflog.

## Leben
Peltier war die Tochter eines Brenners und der Marie-Camille Cabilleau. Am 18. Dezember 1893 heiratete sie in Orleans den Marinearzt Alfred Peltier, mit dem sie bald nach Paris zog. Hier nahm sie Unterricht in Bildhauerei an der Académie Vulpian und  im Atelier von Charles Vital-Cornu. Zwischen 1900 und 1911 stellte sie ihre Arbeiten auf neun Pariser Salons aus. 1907 erhielt sie den Grand Prix der Union des femmes et peintres sculpteurs.
Am 8. Juli 1908 flog sie als Passagierin ihres langjährigen Freundes Léon Delagrange in Turin in einer Voisin-Maschine auf die Höhe von 656 Fuß (197 m). Sie nahm Flugstunden bei Delagrange und absolvierte einige Soloflüge. Als Delagrange am 4. Januar 1910 bei Bordeaux bei einem Absturz tödlich verunglückte, gab sie ihre Flugambitionen auf.
Zu ihren Arbeiten als Bildhauerin gehörte unter anderem eine Büste von Léon Delagrange.
Peltier zu Ehren wurden in den französischen Gemeinden  Marcheprime und Meyzieu die Rue Thérèse Peltier, in Niort die Allée Thérèse Peltier sowie in Bouguenais die Impasse Thérèse Peltier benannt.